# Контадо
Контадо (на латински: comitatus, на италиански: contado) в епохата на средновековната комуна в Италия (и в някои други страни) е селска територия, върху която един град на средновековна Европа упражнява, поне теоретично, своя контрол и чието максимално разширение обикновено съответства на границите на съответната църковна област (епархия).

## Описание
Особено в Средновековна Италия раждането на комуните благоприятства процеса на преструктуриране на раздробената география на силите, вкоренена в провинцията. Градовете, управлявани от една Община, след като постигат достатъчна вътрешнополитическа стабилност и определена икономическа мощ, скоро насочват енергията си към околната територия. Тя се възприема като естествено продължение на града, сякаш градът и собственото му контадо, според тогавашна метафора, са главата и крайниците на едно и също тяло.
Този процес на разширяване на политическите и икономическите правомощия на града върху околната територия в ущърб на местните общности и малките господари приема името на италиански: comitatinanza; крайната му цел е да успее да разшири градския контрол до епархийските граници, считани за единствените и истински граници, отвъд които започва територията на другия град.
Не всички градове обаче успяват да подложат под собствения си контрол цялата територия на episcopato (друг термин, използван за обозначаване на градското контадо във връзка с епархийската територия): в някои райони, където силите на благородниците са силно вкоренени поради исторически и/или географски причини (маргинални, планински райони с труден достъп и преминаване), процесът на comitatinanza среща непреодолими препятствия и градове като Новара, Парма, Пиаченца и много други не успяват да постигнат поставените им цели.